# Осадко Олександр Остапович
Осадко Олександр Остапович (позивний — Танго; літературний псевдонім — Стах; 4 квітня 1976, Тернопіль — 9 липня 2022, біля села Мазанівка, Донецька область, Україна) — український письменник, військовослужбовець, солдат Збройних сил України (військова частина А 7170), учасник російсько-української війни. Почесний громадянин міста Тернополя (2022, посмертно).

## Біографія
Олександр Осадко народився 4 квітня 1976 року в Тернополі. З 1983 по 1993 рік навчався у загальноосвітній школі № 9. Потім навчався на економічному факультеті Тернопільської академії народного господарства. Багато років працював будівельником в Україні та за кордоном.
Від 26 лютого 2022 року пішов на фронт у складі 105-ї окремої бригади територіальної оборони. Після навчання був на Харківщині, потім — на Донеччині. Служив кулеметником у 25-тій окремій десантно-штурмовій бригаді.
Незадовго до війни почав з дружиною танцювати танґо, тому обрав позивний «Танго».
Загинув 9 липня 2022 біля села Мазанівка, неподалік Краснопілля на Донеччині, під час мінометного обстрілу, врятувавши побратима. Тіло виніс кум Ігор під обстрілами. Похований Осадко на Микулинецькому кладовищі в Тернополі, на Алеї героїв.

## Творчість
Перші спроби писати датуються 2007 роком. Писав коротку прозу, публікував оповідання на літературному порталі «Гоголівська академія» під псевдонімом «Стах». Про його творчість на порталі схвально відгукувалися письменники Сергій Татчин та Наталія Доляк.
Автор збірки оповідань і новел «Жити не можна померти» (2022, видана посмертно), куди ввійшли 7 творів, написаних ще у 2000-х роках. Поетка Оксана Куценко у своїй рецензії відзначила мову книги: «здорова, народна, присмачена говірками Тернопільщини, рідного краю автора». У рецензії поетеси Елли Євтушенко відзначено «об’ємність, увага, з якою описано кожну подробицю», а також те, що «поєднання різних світів, одного — побутово-приземленого, іншого — фантастично-конспірологічного, виконано в цих текстах безшовно». Поет та літературознавець Василь Махно прокоментував, що «письмо [Осадка] — природне, органічне, без викрутасів, це фактично зліпки з життя. Але написані добротно, з гумором». Поетеса Юлія Мусаковська охарактеризувала його творчість так: «[Осадко] створив образи, серед яких кожен може упізнати сусіда, знайомого чи родича, і ці далекі від ідеалу персонажі викликають щиру симпатію».
Книга ввійшла до довгого списку Премії Львова — міста літератури ЮНЕСКО 2022—2023 років. Також збірка ввійшла до списку найкращих українських книг 2023 року за версією Українського ПЕН у розділі «Художня література».
Бібліографія
- Осадко О. О. Жити не можна померти. — Львів : Видавництво Старого Лева, 2022. — 96 с. — ISBN 978-966-448-069-4.

## Нагороди та вшанування пам'яті
- Почесний громадянин міста Тернополя «за вагомий особистий вклад у становлення української державності та особисту мужність і героїзм виявлені у захисті державного суверенітету та територіальної цілісності України, заслуги перед містом» (22 серпня 2022 року, посмертно)[16][17].
- На фасаді школи, де навчався Осадко, встановили меморіальну дошку (лютий 2025 року)[5].
- Лауреат літературної премії імені Василя Паламарчука (2025, посмертно)[18].

У дитячій книжці «Дубочок з війни» (2024) його дружини описано подвиг Осадка, який загинув, прикривши собою побратима.

## Особисте життя
Дружина Ганна, письменниця, ілюстраторка книг, вони разом прожили майже 25 років. У подружжя є син Юрій та донька Софія. Осадко вів активний спосіб життя, їздив на велосипеді, сплавлявся Дністром із сім'єю.
Мати — Катерина Михайлівна, батько Остап (помер 2010 року). Сестра Оксана, племінник Маріо.

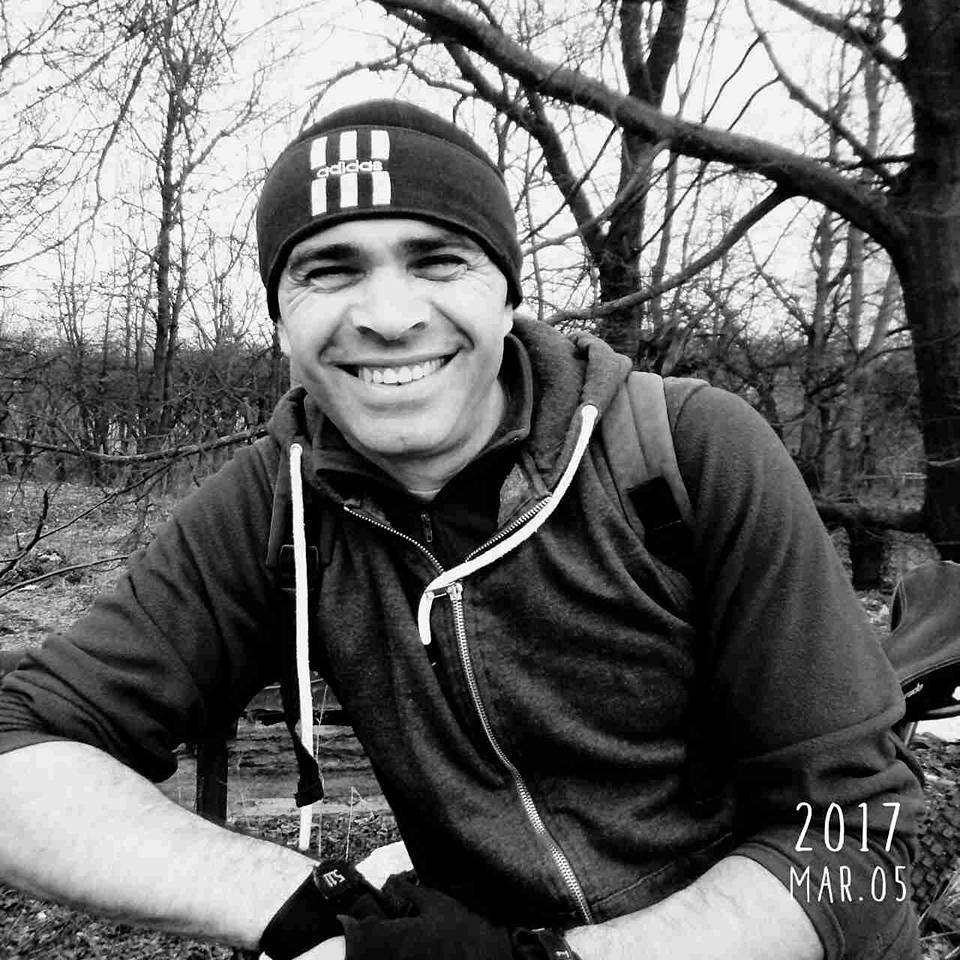
2017 рік
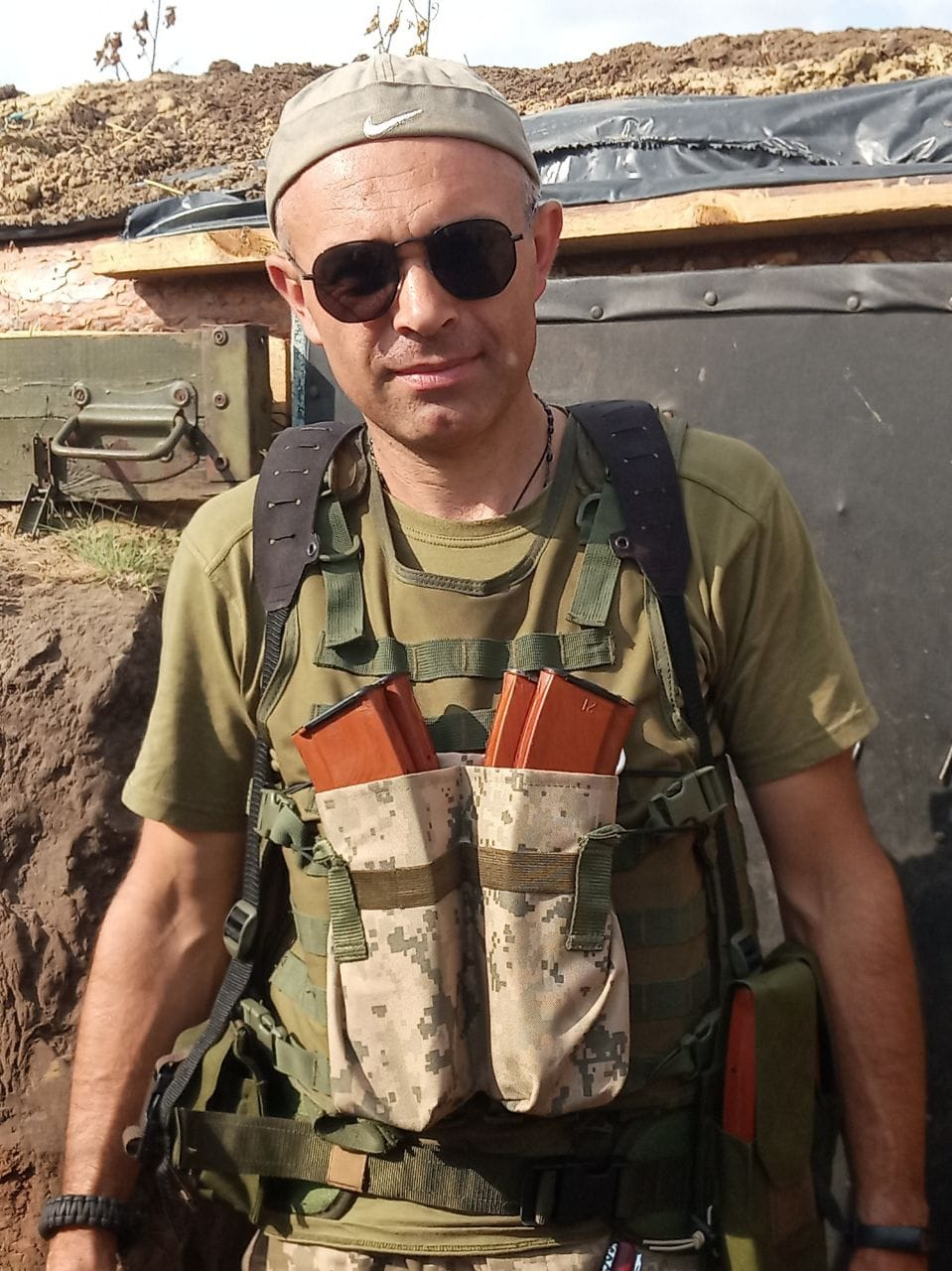
2022 рік

## Виноски
1. ↑  https://t1news.tv/zagynuv-prykryvayuchy-pobratyma-ternopil-proshhayetsya-iz-oleksandrom-osadkom/
2. 1 2  О. Цвик. «Жити не можна померти»: побачила світ книжка загиблого військовослужбовця з Тернополя // Суспільне Новини. — 2022. — 31 грудня.
3. 1 2 3 4  Олександр Осадко // Герої Тернополя. Тернопільська міська рада. 17 січня 2025. Процитовано 5 квітня 2025.
4. 1 2 3 4 5  Ірина БЕЛЯКОВА (12 липня 2022). Він щосили поспішав жити… Тернопільщина прощається з Олександром Осадком. 20 хвилин Тернопіль. Процитовано 5 квітня 2025.
5. 1 2  На фасаді тернопільської школи №9 відкрили меморіальні дошки трьом українським захисникам. Тернопільська міська рада. 18 лютого 2025. Процитовано 5 квітня 2025.
6. ↑  Загинув, прикриваючи побратима: Тернопіль прощається із Олександром Осадком. t1news.tv. 14 липня 2022. Процитовано 4 квітня 2025.
7. 1 2 3 4 5  Олександр Осадко: будівничий майбутнього. PEN Ukraine (укр.). 1 вересня 2024. Процитовано 28 листопада 2024.
8. 1 2 3 4  Ольга Русіна (16 серпня 2023). Олександр Осадко. Там де ти зараз, усе 4.5.0. і вітер дме зі сторони України. Історія Олександра Осадка. chytomo.com. Процитовано 5 квітня 2025.
9. ↑  Анастасія Фещенко (25 червня 2023). Хвилина мовчання: згадаймо Олександра Осадка, який загинув, рятуючи побратима. glavcom.ua. Процитовано 5 квітня 2025.
10. ↑  Юлія Іноземцева (13 вересня 2023). Жити і писати з любов’ю: про що книга загиблого героя Олександра Осадка? Ми побували на презентації. Процитовано 5 квітня 2025.
11. 1 2  Елла Євтушенко (13 лютого 2023). «Жити не можна померти» Олександра Осадка: неписьменницькі оповідання. chytomo.com. Процитовано 5 квітня 2025.
12. ↑  Оксана Куценко (26 лютого 2023). Щоб коло розімкнулося: про Олександра Осадка та його книгу "Жити не можна померти". pen.org.ua. Процитовано 5 квітня 2025.
13. ↑  Вийшла посмертна збірка оповідань Олександра Осадка, який загинув на війні. chytomo.com. 10 січня 2023. Процитовано 5 квітня 2025.
14. ↑  Премія Львова — міста літератури ЮНЕСКО оголосила довгий список. chytomo.com. 2 серпня 2023. Процитовано 5 квітня 2025.
15. ↑  Найкращі українські книжки 2023 року за версією ПЕН. pen.org.ua. 28 грудня 2023. Процитовано 5 квітня 2025.
16. ↑  Рішення Тернопільської міської ради від 22 серпня 2022 року № 8/п17/02 «Про нагородження відзнаками Тернопільської міської ради».
17. ↑  Міський голова Сергій Надал з нагоди Дня міста вручив нагороди «Почесний громадянин міста Тернополя». Тернопільська міська рада. 29 серпня 2022. Процитовано 5 квітня 2025.
18. ↑  Оксана Цвик (12 травня 2025). Військовий з Тернопільщини Олександр Осадко посмертно став лауреатом літературної премії. Суспільне Тернопіль.
19. ↑  Діана Олійник (13 липня 2022). Стало відомо, коли у Тернополі прощатимуться з загиблим Героєм Олександром Осадком. 20 хвилин Тернопіль. Процитовано 5 квітня 2025.

| Емблема Збройних сил України | Це незавершена стаття про військовослужбовця Сил оборони України. Ви можете допомогти проєкту, виправивши або дописавши її. |